# Mehri (jezik)
Mehri jezik (mahri; ISO 639-3: gdq), jezik južnoarapske podskupine šire južnosemitske skupine, kojim govori oko 135 800 ljudi iz plemena Mahra, od čega najviše u Jemenu (70 600; 2000) u guverneratu Mahrah, i Omanu (50 800; 2000) blizu jemenske granice. 14 400 pojedinaca (2000) iz plemena Mahra govori ga u Kuvajtu.
Ima dva glavna dijalekta zapadni mehri (mehriyet) i istočni Mehri (mehriyot) u jemenu i dijalekt nagdi u Omanu.

## Vanjske poveznice
- Ethnologue (14th)
- Ethnologue (15th)